# 格里戈里·维经斯基
格里戈里·纳乌莫维奇·维经斯基（俄语：Григорий Наумович Войтинский，1893年4月5日—1953年6月11日），或译魏金斯基、沃伊京斯基，本名扎尔金（俄语：Зархин），在华期间化名吴廷康，笔名魏琴、卫金，俄國猶太人，共产国际创立初期人物，中國共產黨創始人之一，中共初创时期经费的实际提供者。1920年奉命到中国建立中國共产黨，曾为共产国际派驻中国的代表，中国研究家。

## 生平
1920年2月，布尔什维克夺取西伯利亚后，打通了跟中国的陆地交通。不久在此建立俄共（布）远东局，负责在中国及其他国家建立共产党的工作。4月，远东局派遣代表维经斯基来到中国北京，其妻M. F. Kuznetsova隨行擔任助手，见到李大钊。李大钊随即将他介绍给在上海的陈独秀。5月，维经斯基在一位定居海参崴的山东平度籍华侨杨明斋陪同下前去上海，劝说陈独秀组建中国的共产党。陈于是开始与几个城市的革命者进行联络。8月，陈在上海法租界渔阳里2号的家中组建了中国共产党和社会主义青年团。维经斯基协助成立了上海外国语学社，送青年出国学习，培养干部。次年7月，来自几个城市的十几名代表在不远处的望志路召开了中国共产党第一次全国代表大会。1924年5月，维经斯基受命来到上海，主持召开中共中央执行委员会扩大会议。11月底，参加在上海召开的中国共产党第四次全国代表大会。 
1927年4月还在武汉出席中国共产党第五次全国代表大会。国共分裂后，离开中国。在伊尔库茨克从事经济工作。
1930年代在莫斯科从事教学研究工作。